# Montadito
Montadito ou montaíto est un terme espagnol qui désigne un petit sandwich préparé à base d'aliments chauds ou froids en utilisant de petites tranches de pain de blé sous forme d'une mini baguette ou, à d'autres moments, de petites tranches avec du pain de blé grillé.[pas clair]
Il est très populaire comme tapa en Andalousie dans les bars et restaurants et un peu partout en Espagne, généralement accompagné d'une bière à la pression ou d'un Xérès.
À l'instar du bocadillo, on estime que la pratique de préparer des repas à consommer avec deux tranches de pain remonte à la fin du XVe siècle ou au début du XVIe siècle dans le sud de l'Espagne, bien avant le fameux sandwich.

## Variétés

### Avec du saumon et du fromage
- Avec du fromage frais en tranches
- Avec fromage à la crème à tartiner

### Poulet
- Avec du poulet bouilli ou grillé
  - Mélange de laitue, de mayonnaise et de poulet effiloché
  - Mélange de tomates hachées avec des pâtes

### Viandes
- Avec de petits chorizos pour une préparation facile
- Avec du boudin noir
- Avec des viandes grillées

### Avec du fromage
- Salade de laitue avec des tomates et du fromage frais assaisonnée d'huile d'olive et d'origan
- Fromage frais aux anchois
- Mozzarella fraîche, tomate et basilic

### Dessert
- Crème au chocolat

## Voir également